# Балатро (Фиренца)
Балатро је насеље у Италији у округу Фиренца, региону Тоскана.
Према процени из 2011. у насељу је живело 705 становника. Насеље се налази на надморској висини од 168 м.